# Улема
Улемата (на арабски: علماء – улема́ – „знаещи, учени“; ед.ч. – на арабски: عالم – а́лим) е общо название на учените в Ислямския свят. В по-тесен смисъл, особено в контекста на сунитския ислям, улема се наричат „пазителите, приносителите и тълкувателите на религиозното познание, на ислямската докрина и право“.
В Османската империя улема е привилегировано съсловие, оглавявано от шейх юл-исляма и включващо кадиите, мюфтиите, мюдерисите и кадъаскерите.